# Erkka Petäjä
Erkka Petäjä   (Turku, 13 de febrer de 1964) fou un futbolista finlandès de la dècada de 1980.
Fou 84 cops internacional amb la selecció finlandesa.
Pel que fa a clubs, destacà a TPS, Östers IF, Helsingborgs IF, Malmö FF, Yverdon-Sport, Husqvarna FF i Inter Turku.